# Alice Joyce

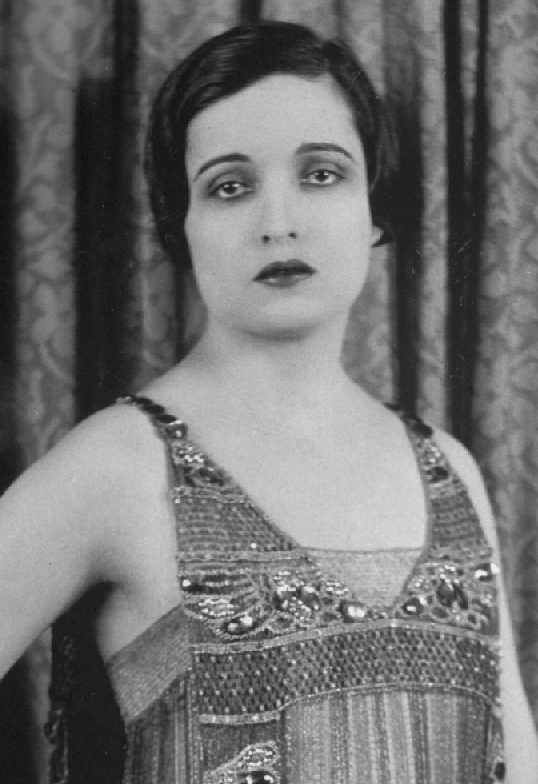
Alice Joyce (1926)

Alice Joyce (* 1. Oktober 1890 in Kansas City, Missouri; † 9. Oktober 1955 in Hollywood, Los Angeles, Kalifornien) war eine US-amerikanische Schauspielerin. Auf dem Höhepunkt ihres Ruhms war sie als „Madonna of the Screen“ bekannt.

## Leben

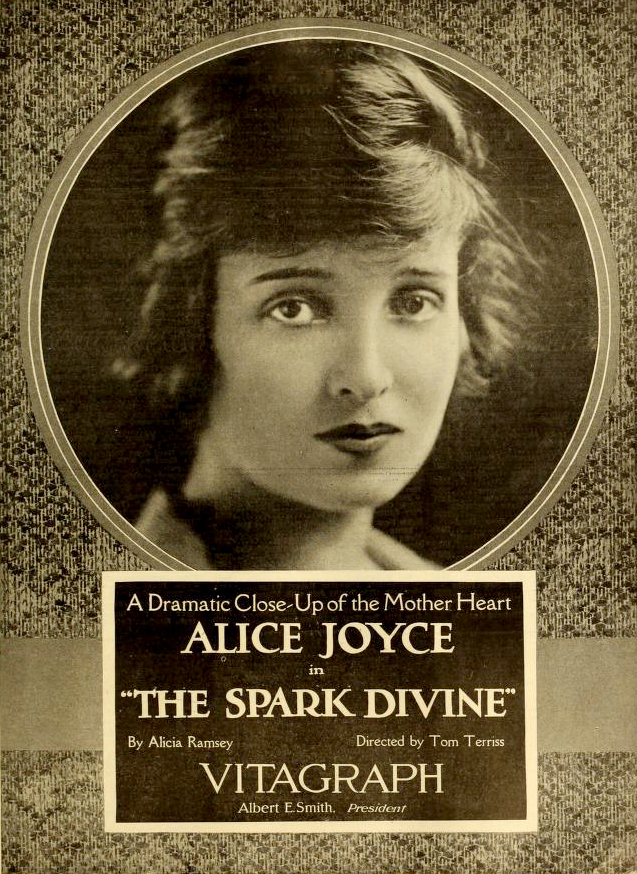
Reklame (1919)

Alice Joyce arbeitete zunächst als Telefonistin. Später war sie als Model tätig und wurde dabei für den Film entdeckt.  Ab 1910 wurde sie zu einem der größten Stars der Kalem Studios. Sie spielte oft Frauen der besseren Gesellschaft in Melodramen, Komödien oder Kriminalfilmen. Mit der Fusion von Kalem und Vitaphone im Jahr 1916 stieg die Popularität von Alice Joyce weiter. Zunehmend übernahm sie auch anspruchsvollere Rollen und so spielte sie 1925, einem ihrer produktivsten Jahre, zuerst die Tochter von Belle Bennett in Das Opfer der Stella Dallas (Stella Dallas) und fünf Monate später die Mutter von Clara Bow in Dancing Mothers, einem von Joyce größten Erfolgen. Kurze Zeit später unterzeichnete sie einen gutdotierten Vertrag mit First National, wo sie einige gehaltvolle Filmrollen erhielt.
Joyce gelang zwar mühelos der  Übergang vom Stummfilm zum Tonfilm, und noch 1930 drehte sie an der Seite von George Arliss The Green Goddess, das Remake eines Films, in dem beide Stars bereits 1923 erfolgreich gewesen waren, aber eine Herzkrankheit verhinderte eine weitere Karriere. Schauspielerin Louise Brooks behauptete später, es habe sich in Wahrheit um Alkoholprobleme gehandelt.
Joyce war dreimal verheiratet, alle Ehen wurden geschieden: Von 1914 bis 1920 mit dem Schauspieler Tom Moore, von 1920 bis 1932 mit dem Hotelerben James Regan und von 1933 bis 1945 mit dem Regisseur Clarence Brown. Neben Mary Pickford und Lillian Gish war Alice Joyce einer der wenigen Stars, die von den Anfängen des kommerziellen Kinos, als es noch „Nickelodeon“ hieß, bis in die Tonfilmtage ein Star waren.

## Filmografie (Auswahl)
- 1910: The Deacon’s Daughter
- 1910: Rachel
- 1910: The Rescue of Molly Finney
- 1910: Her Indian Mother
- 1910: When Lovers Part
- 1911: The Bolted Door
- 1911: By the Aid of a Lariat
- 1911: How Betty Captured the Outlaw
- 1912: The Alcalde’s Conspiracy
- 1912: The Bell of Penance
- 1912: The Defeat of the Brewery Gang
- 1913: The Flag of Freedom
- 1913: The Hunchback
- 1913: The Octoroon
- 1913: An Unseen Terror
- 1914: The Hand Print Mystery
- 1914: The Shadow
- 1914: The Girl and the Stowaway
- 1914: The Price of Silence
- 1914: The School for Scandal
- 1915: The Face of the Madonna
- 1916: Whom the Gods Destroy
- 1917: The Question
- 1917: The Countess
- 1917: Richard the Brazen
- 1917: An Alabaster Box
- 1917: The Fettered Woman
- 1918: The Woman Between Friends
- 1918: The Song of the Soul
- 1918: The Business of Life
- 1918: The Triumph of the Weak
- 1918: Find the Woman
- 1919: The Spark Divine
- 1919: The Winchester Woman
- 1919: The Vengeance of Durand
- 1920: Slaves of Pride
- 1920: The Sporting Duchess
- 1920: Dollars and the Woman
- 1920: The Prey
- 1920: The Vice of Fools
- 1921: Cousin Kate
- 1921: Her Lord and Master
- 1921: The Scarab Ring
- 1921: The Inner Chamber
- 1923: The Green Goddess
- 1924: White Man
- 1924: Ehe in Gefahr (The Passionate Adventure)
- 1925: The Little French Girl
- 1925: Daddy’s Gone A-Hunting
- 1925: Headlines
- 1925: The Home Maker
- 1925: Das Opfer der Stella Dallas (Stella Dallas)
- 1926: Mannequin
- 1926: Dancing Mothers
- 1926: Blutsbrüderschaft (Beau Geste)
- 1926: The Ace of Cads
- 1926: So’s Your Old Man
- 1927: Hauptmann Sorrell und sein Sohn (Sorrell and Son)
- 1928: 13 Washington Square
- 1928: Die Nacht ohne Hoffnung (The Noose)
- 1928: The Rising Generation
- 1929: The Squall
- 1930: The Green Goddess
- 1930: He Knew Women
- 1930: Song o’ My Heart